# Wood River (Nebraska)
Wood River je grad u američkoj saveznoj državi Nebraska. Prema popisu stanovništva iz 2010. u njemu je živjelo 1,325 stanovnika.